# Rezerwat przyrody Saladínská olšina
Saladínská olšina – rezerwat przyrody w kraju południowoczeskim w Czechach.
Rezerwat ten został ustanowiony w 9 grudnia 2009 roku. Znajduje się nad Cikánským potokiem, na gruntach wsi Saladín w Powiecie Prachatice, w obrębie obszarów chronionych CHKO Šumava i SOOS Šumava. Zajmuje powierzchnię 3,1118 ha i położony jest na wysokości od 585 do 590 m n.p.m..
Ochronie podlega tu dolinny łęg jesionowo-olszowy z 90-procentową dominacją olszy czarnej i domieszką klonu jaworu, klonu zwyczajnego, wiązu górskiego, jesionu wyniosłego, wierzby iwy, czeremchy zwyczajnej, leszczyny pospolitej, buka, świerku pospolitego i sosny zwyczajnej. Najstarsze drzewa mają około 150 lat. Do godnych uwagi gatunków roślin należą tu również wawrzynek wilczełyko i urdzik górski.
Do odnotowanych tu istotnych gatunków kręgowców należą: ropucha szara, traszka górska, żaba trawna, padalec zwyczajny, zaskroniec zwyczajny, żmija zygzakowata, bocian czarny, czubatka europejska, jarząbek zwyczajny, krogulec zwyczajny, kruk zwyczajny, orzechówka zwyczajna, pluszcz zwyczajny, wydra europejska, ryś euroazjatycki.